# Die Gruselschule
Die Gruselschule (englischer Titel: Creepschool) ist eine Zeichentrickserie, die zwischen 2003 und 2004 produziert wurde.

## Handlung
Die vier Kinder Jessika, Viktoria, Josch und Eduard ziehen in ein Internat ein. Dort müssen sie allerdings feststellen, dass es kein normales Internat ist, sondern sich als eine Gruselschule entpuppt, in der sich viele unterschiedliche Gruselmonster befinden. Victoria möchte den Ort schnell verlassen und versucht eine Heimreise zusammen mit dem Direktor Herr Bertram zu organisieren. Den anderen gefällt es jedoch dort recht gut und sie wollen bleiben. Sie können Victoria überzeugen und die vier werden Freunde und erleben viele neue Abenteuer.

## Produktion und Veröffentlichung
Die Serie wurde zwischen 2003 und 2004 produziert und entstand in französischer, kanadischer, schwedischer und deutscher Kooperation. Regie führte Philippe Balmossièrre. Am Drehbuch beteiligten sich Per Carlsson, Stina Mansfeld und Håkan Östlundh. Für die Musik sorgte Audio Type. Produktionsfirmen waren Alphanim, EM.TV, Cinar, Luxanimation und Happy Life. Die Handlung basiert auf einer Idee von Torbjorn Jansson.
Die deutsche Erstausstrahlung erfolgte am 12. Oktober 2004 auf KIKA. Weitere Ausstrahlungen erfolgten auch auf Junior, ORF eins, SRF zwei und TV24.

## Episodenliste
| Nr. | deutscher Titel                    | englischer Titel                     | deutsche Erstausstrahlung |
| 1   | Willkommen in der Gruselschule     | Welcome to Creepschool               | 12. Oktober 2004          |
| 2   | Hilfe! Kobolde!                    | Just Joshing                         | 13. Oktober 2004          |
| 3   | Lasst mich allein!                 | The Wish of the Garbo                | 14. Oktober 2004          |
| 4   | Gespenstisches Halloween           | Tricks that Treat                    | 15. Oktober 2004          |
| 5   | Die Kammer der Wünsche             | Goalkeeper                           | 18. Oktober 2004          |
| 6   | Zweimal Josch                      | Cool Clay                            | 19. Oktober 2004          |
| 7   | Das Geheimnis des Brunnens         | The Secret of the Well               | 20. Oktober 2004          |
| 8   | Vier Wünsche                       | Frame up                             | 21. Oktober 2004          |
| 9   | Die Lachjacke                      | Laughing Stock                       | 22. Oktober 2004          |
| 10  | Der geheimnisvolle Professor Samsa | The Disappearance of Professor Samsa | 25. Oktober 2004          |
| 11  | Der Batu Batu Baum                 | Forbidden Fruit                      | 26. Oktober 2004          |
| 12  | Zu alt für Teddybären              | Too Old for Teddy Bears              | 27. Oktober 2004          |
| 13  | Der Herr der Zeit                  | Split Second                         | 28. Oktober 2004          |
| 14  | Vorsicht! Bissige Bettwanze!       | Don’t let the Bedbugs Bite           | 29. Oktober 2004          |
| 15  | Das Geheimnis der schwarzen Katze  | Puzzled                              | 1. November 2004          |
| 16  | Vorhang auf, das Spiel beginnt!    | All the World’s a Stage              | 2. November 2004          |
| 17  | Alles Elsa                         | Just Like Me                         | 3. November 2004          |
| 18  | Pralinen-Fieber                    | Sweet as Chocolate                   | 4. November 2004          |
| 19  | Jetzt bestimmen wir!               | Revolt                               | 5. November 2004          |
| 20  | Der Junge aus dem See              | Mr. Perfectly Annoying               | 8. November 2004          |
| 21  | Fremdgesteuert                     | Remote Control                       | 9. November 2004          |
| 22  | Königin Viktoria                   | Past Imperfect                       | 10. November 2004         |
| 23  | Monster, bitte lächeln!            | Believe It or Not                    | 11. November 2004         |
| 24  | Der Zauberspiegel                  | Making up is Hard to Do              | 12. November 2004         |
| 25  | Das Spiel ist aus!                 | Game Over                            | 15. November 2004         |
| 26  | Verlieren und Finden               | Lost and Found                       | 16. November 2004         |